# Tlemcen (stad)
Tlemcen is een stad in het noordwesten van Algerije, en de hoofdstad van de gelijknamige provincie. De streek is bekend vanwege zijn olijfplantages en wijngaarden. De stad heeft leer-, tapijt- en textielindustrie.
De stad ligt in het uiterste noordwesten van het land, vlak bij de kust en aan de grens met Marokko.

## Etymologie
Het woord Tlemcen komt van het Berberse tilmas, meervoud: tilmisan of tilmasin, wat de bron(nen) betekent. De naam wordt soms gespeld als Tlemsen, Tlemsan, of Tilimsen.

## Geschiedenis

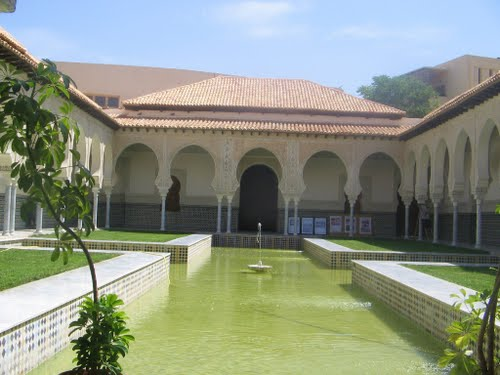
El Mechouar-paleis, het Zianiden paleis in Tlemcen

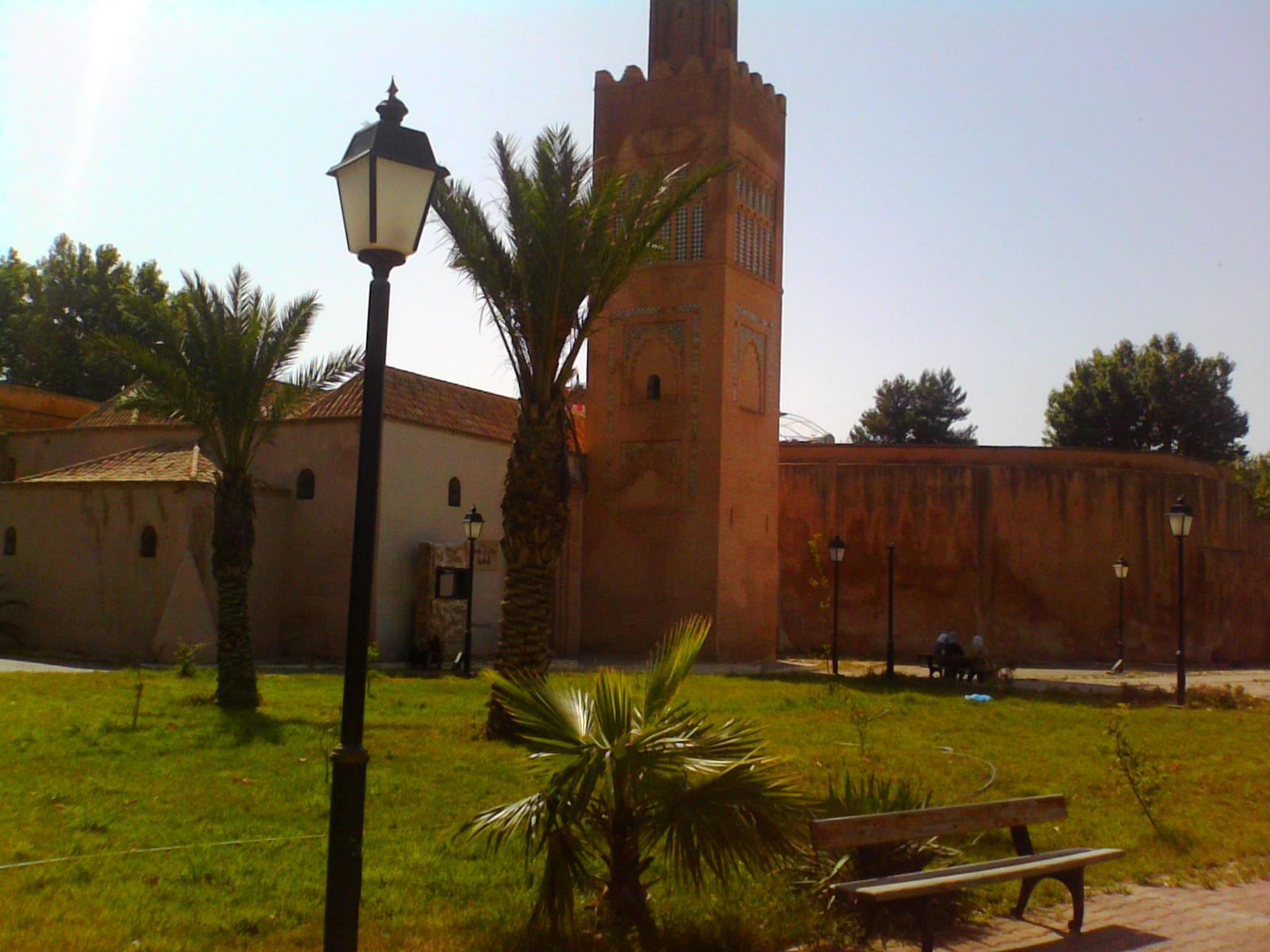
Moskee in Tlemcen

De stad heeft een geschiedenis die teruggaat tot de Romeinen, die er een militaire voorpost stichtten genaamd Pomaria. Tijdens de Romeinse aanwezigheid ontwikkelde het zich tot een belangrijke centrum van het Noord-Afrikaanse Christendom en de stad was het centrum van een bisdom. De stad kwam in de 4e eeuw n.Chr. in handen van de Vandalen. Tot lang na de komst van de Arabische legers in 708 bleef de stad voor een belangrijk deel christelijk. Van 790 tot 1068 was de stad het middelpunt van het koninkrijk van de Banu Ifran, een Berberse Zenata stam die in de nasleep van de Grote Berberopstand zijn onafhankelijkheid wist veilig te stellen. Zij begonnen ook met het ontwikkelen van verschillende oases in de Sahara, waarna deze met karavaanroutes werden verbonden aan het eindpunt Tlemcen, een proces dat voor eeuwen de stad een belangrijke rol gaf als economische centrum van de Midden-Maghreb. Tijdens het bewind van de Banu Ifran stond de stad bekend als Agadir.
De moderne stad werd in 1082 gesticht door de Almoravidische leider Yusuf ibn Tashfin van Marrakesh die de regio eerder had veroverd. Net buiten Agadir stichtte hij Tagrart, legerkamp in het Berbers, dat langzaam zou samensmelten met Agadir en de naam Tala Imsen zou krijgen. Halverwege de 12e eeuw kwam de stad in handen van de Almohaden. Aan het begin van de 13e eeuw kwam de stad in handen van de Banu Ghaniya, een aan de Almoraviden verwante Berberfamilie die in naam van de Almoraviden over de Balearen heerste en vanuit Majorca het Almoravidische gezag over de Maghreb probeerde te herstellen. In 1209 kwam een gehavende Tlemcen weer in handen van de Almohaden, die de stad het administratieve centrum van de regio maakte en haar rol als economisch centrum herstelden. 
Met de val van de Almohaden in 1230, werd Tlemcen de hoofdstad van de Zianiden. Ruim 300 jaar lang was de stad het centrum van een welvarende handelsrijk, waarvan het grondgebied grotendeels overeenkwam met het huidige Algerije. De stad bereikte onder de Zianiden haar hoogtepunt, wat betreft macht, rijkdom en faam. Het rijk werd bestuurd vanuit het El Mechouar-paleis.
In 1554 kwam de stad in handen van de Ottomaanse Turken, die de Zianiden af hadden gezet. Vanuit Tlemcen en omgeving voerden de Turken zware strijd tegen de Spanjaarden, die eerder het nabijgelegen Oran hadden veroverd. De Spanjaarden werden uit Oran verjaagd; 300 jaar later namen de Fransen de plaats in van de Turken. In 1830 bombardeerden de Fransen Algiers, waarna de Ottomaanse dey van die stad zich overgaf. Een grote coalitie van Algerijnen bleef zich vanuit Tlemcen verzetten. De beroemde Berberse leider Abd al-Kader vocht een vaardige en moedige strijd, maar met zijn nederlaag in 1844 eindigde de droom van een onafhankelijk Algerije.
Het gematigde klimaat van de stad maakte dat het een populaire vakantiebestemming was voor Franse kolonisten in Algerije. De Fransen hebben veel in de stad geïnvesteerd en gaven haar een mondainere sfeer. Anders dan Algiers was de stad weinig betrokken bij de onafhankelijkheidsstrijd halverwege de jaren 1950.

## Cultuur
De textiel en handwerken, de mix van islamitische, Berberse en Franse cultuur, en het koele klimaat in de bergen hebben van Tlemcen een belangrijk centrum voor muziek, kunst en toerisme gemaakt. De stad huisvest twee tombes, die van Sidi Boumédienne en van Houari Boumédienne, de tweede president van Algerije.
In Tlemcen wordt een uniek dialect van het Maghrebijns Arabisch gesproken, dat anders is dan het dialect van het nabijgelegen Oran en Oujda. Anders dan de dialecten in die steden wordt in Tlemcen een stedelijk, niet-bedoeïnen dialect gesproken. Net ten zuiden van de stad wordt nog het Berbers van Beni Snous gesproken, sterk verwant aan het dialect dat in het Marokkaanse Rifgebergte wordt gesproken.

## Stedenbanden
Tlemcen heeft met de volgende steden een stedenband:
- Sarajevo, Bosnië en Herzegovina, sinds 1964
- Kairouan, Tunesië, sinds 1969
- Granada, Spanje, sinds 1989
- Fez, Marokko, sinds 1989
- Montpellier, Frankrijk, sinds 2009
- Kazan, Rusland, sinds 2010
- Florence, Italië
- Nanterre, Frankrijk
- Bursa, Turkije, sinds 2012
- Rijsel, Frankrijk, sinds 2013

## Geboren in Tlemcen
- Maurice Bénichou (1943), Frans acteur en toneelregisseur
- Patrick Bruel (1959), Frans zanger en acteur